# HMS Glasgow (C21)
Pour les autres navires du même nom, voir HMS Glasgow.
Le HMS Glasgow (C21) est un croiseur léger de la classe Town construit pour la Royal Navy.
Lancé le 20 juin 1936 et armé le 9 septembre 1937, il participe à la campagne de Norvège lorsque la Seconde Guerre mondiale éclate. Il rejoint ensuite la Méditerranée et, basé à Alexandrie, participe à l'escorte de convois pour Malte. Après un tour dans l'océan Indien en 1942, le croiseur escorte des convois en Arctique.  Il participe ensuite à l'opération Stonewall puis couvre le débarquement de Normandie en 1944, avant de retourner aux Indes orientales. Après la guerre, le Glasgow est notamment le navire amiral de la Mediterranean Fleet basée à Malte avant d'être placé en réserve en 1956 puis démoli en 1958.

## Histoire
En mai 1939, il participe à une opération secrète visant à cacher une partie du trésor britannique au Canada. Avec le HMS Southampton, il transporte près de 50 tonnes d'or vers la colonie. Il s'agissait d'un test pour évaluer les risques d'une opération de plus grande envergure, comme le fut l'opération Fish (en) en 1940.
Le 25 juin 1944, il participe au bombardement de Cherbourg.